# Артем'єв Тімур Володимирович
Тимур Володимирович Артем'єв (рос. Тиму́р Влади́мирович Арте́мьев; нар. 19 липня 1974) — російсько-британський підприємець, інвестор та філантроп. Є співзасновником компанії Євросєть, яка у 2000-х роках стала найбільшим роздрібним продавцем мобільних телефонів у Росії. Після продажу «Євросєті» у 2008 році переїхав до Великої Британії (2009), де зосередився на інвестиціях у біотехнології, дослідження довголіття, космічні проєкти й стартапи у сфері високих технологій.

## Біографія
Тимур Артем'єв народився 19 липня 1974 року в Москві. Його батько викладав теоретичні основи радіотехніки, а мати працювала інженером з планування. Навчався в московській середній школі № 119.
З дитинства цікавився електронікою та технологіями. У випускному класі власноруч збирав телефони з автоматичним визначенням номера абонента.
1991 року вступив на факультет робототехніки до Російського технологічного університету (МІРЕА). Після першої сесії пішов з вишу й перевівся до Міжнародного незалежного еколого-політологічного університету (МНEПУ), де провчився ще пів року. Згодом він пояснював свій вибір розчаруванням у традиційній системі освіти та прагненням самостійно вивчати цікаві для себе предмети.
2003 року здобув юридичну освіту в Московському зовнішньому університеті гуманітарних наук (МЗУГН). 2004-го вступив на факультет світової економіки Російського державного гуманітарного університету, але за рік покинув навчання через зайнятість на посаді директора «Євросєті».

## Кар'єра
Свою діяльність у галузі торгівлі телекомунікаційним обладнанням Артем'єв розпочав 1991 року. 1995-го недовго працював у компанії Astrum, що продавала телефони стандарту NMT-450. У березні 1996 року разом з Олексієм Белоглазовим заснував компанію Medicom, яка займалася роздрібним продажем мобільних телефонів. Перший магазин відкрився у травні 1996-го на Малому Златоустинському провулку в Москві, однак восени того ж року Артем'єв вийшов із партнерства.
2003 року запустив «Telefon Gazeta» — електронну платформу для оголошень, де користувачі могли безкоштовно купувати й продавати товари та послуги, а також шукати роботу. Згодом проєкт змінив власників і отримав назву «Job Parade».
Того ж року балотувався до Державної думи Росії по одномандатному округу № 108 у Люберцях. Набрав 22 % голосів, проте поступився Віктору Семенову з партії «Єдина Росія».
З 2005 року зацікавився дослідженнями довголіття та старіння. Того ж року заснував Інститут біології старіння для підтримки наукових досліджень у цій сфері.
Він продовжує фінансувати дослідження в галузі геронтології та є опікуном біологічної лабораторії професора Євгенія Нудлера з Медичної школи Нью-Йоркського університету. У цій лабораторії вивчають механізми старіння, РНК-сенсори, регуляцію генів і реакцію клітин на стрес. За час роботи цієї лабораторії опубліковано низку визнаних у світі наукових робіт у журналах Nature, Science та Cell. Станом на середину 2010-х років Артем'єв інвестував понад 5 мільйонів доларів США у наукові дослідження в цій галузі.
Переїхавши до Великої Британії, зосередився на високотехнологічних стартапах і вибіркових інвестиціях в інноваційні проєкти, зокрема у сфері досліджень довголіття.
2014 року придбав технологію виготовлення електричних моноколіс із системою самобалансування, а 2015-го заснував компанію Uniwheel для їхнього виробництва й реалізації.
2016 року став членом ради директорів американської діагностичної компанії MDSec INC та ввійшов до ради директорів американської біотехнологічної компанії Retrotope. Також інвестує в космічні технології та проєкти з освоєння ресурсів Місяця. 2016-го долучився до компанії Moon Shot, що спеціалізується на інвестиціях у космічну індустрію.

### «Євросєть»
2 квітня 1997 року Артем'єв разом із другом дитинства Євгеном Чичваркіним заснував компанію «Євросєть». Вони були знайомі з чотирьох років. Перший магазин відкрився того ж року на Георгіївському провулку в Москві з невеликою кількістю моделей телефонів. Другий з'явився за три тижні в торговому комплексі «Електроніка» на Ленінському проспекті.
У компанії Артем'єв відповідав за фінанси, бухгалтерію та технологічний розвиток, тоді як Чичваркін опікувався комерцією, маркетингом і просуванням бренду. Такий поділ функцій допоміг «Євросєті» стати одним із лідерів роздрібного продажу мобільних телефонів у Росії 2000-х.

## Особисте життя
Артем'єв кілька разів одружувався, має шістьох дітей. Нині перебуває у стосунках з Ксенією Шуравко, співвласницею найбільшого білоруського онлайн-ресурсу Onliner.by. 2019 року в пари народився син.
Після переїзду до Великої Британії спочатку мешкав у Лондоні. Згодом придбав історичну садибу XIX століття в графстві Суррей на південний захід від столиці, де й живе нині. Маєток розташований у престижному районі Геслмер і відомий тим, що раніше належав англійському поету Альфреду Теннісону, а 1929 року був проданий індійському магараджі. Артем'єв придбав його 2009-го приблизно за 12 мільйонів фунтів стерлінгів; надалі вартість особняка відчутно зросла — надходили пропозиції близько 30 мільйонів фунтів.

## Зацікавлення космосом
Артем'єв давно цікавиться космічними подорожами й інвестує в аерокосмічний сектор. Відомо, що він підтримує дружні стосунки з Річардом Бренсоном — засновником Virgin Galactic, поділяючи захоплення перспективами комерційних космічних польотів.
На початку 2010-х придбав квиток на суборбітальний політ на кораблі SpaceShipTwo від Virgin Galactic, увійшовши до числа перших приватних осіб, які планують випробувати комерційні космічні перельоти. Артем'єв вважає, що космічний туризм і дослідження планет мають великі перспективи як напрямки для інвестицій та інновацій.
Окрім купівлі квитка на суборбітальний політ, він фінансує інвестиційні проєкти, пов'язані з освоєнням Місяця та видобутком корисних копалин на астероїдах. Зацікавлення космічними технологіями перегукується з його пріоритетом у дослідженнях довголіття і передових наукових інноваціях.

## Інтерес до довголіття та біотехнологій
Артем'єв активно займається питаннями збільшення тривалості життя та інвестує в біотехнології. 2005 року заснував Інститут біології старіння, покликаний підтримувати наукові дослідження процесів старіння та пошук шляхів подовження людського життя.
Відтоді він фінансує біологічну лабораторію Євгенія Нудлера, професора Медичної школи Нью-Йоркського університету. У цій лабораторії вивчають основні механізми старіння, РНК-сенсори, регуляцію генів та реакцію клітин на стрес. Результати досліджень публікувалися в провідних наукових журналах, зокрема Nature, Science та Cell.
2016 року Артем'єв увійшов до ради директорів американської фармацевтичної компанії Retrotope, що спеціалізується на біотехнологіях. Компанія розробляє інноваційні методи лікування нейродегенеративних захворювань і досліджує способи уповільнення старіння.
До середини 2010-х років він вклав понад 5 мільйонів доларів США у наукові дослідження і проєкти, присвячені вивченню старіння та продовження життя людини.
Окрім того, Артем'єв є членом ради директорів компанії MDSec, що займається діагностикою, та активно розвиває інноваційні біотехнологічні проєкти.
Його внесок у дослідження довголіття й біотехнологій відображає багаторічне прагнення підтримувати наукові розробки, спрямовані на поліпшення здоров'я і збільшення тривалості життя.